# Dreamer (альбом Боббі Бленда)
Dreamer — студійний альбом американського блюзового співака Боббі Блу Бленда, випущений у 1974 році лейблом Dunhill.

## Опис
Злегка антисептичний стиль продюсування Стіва Баррі та аранжування Майкла Омартяна не були еквівалентом бездоганної співпрації Джо Скотта з Блендом, однак «Ain't No Love in the Heart of the City» і «I Wouldn't Treat a Dog (The Way You Treated Me)» з цього альбому 1974 року стали великими хітами.
У 1974 році альбом посів 172-е місце в чарті The Billboard 200 журналу «Billboard».

## Список композицій
1. «Ain't No Love in the Heart of the City» (Ден Волш, Майкл Прайс) — 3:51
2. «I Wouldn't Treat a Dog (The Way You Treated Me)» (Ден Волш, Майкл Омартян, Майкл Прайс, Стів Баррі) — 3:15
3. «Lovin' on Borrowed Time» (Шарлотта О'Хара, Ніта Гарфілд) — 3:19
4. «When You Come to the End of Your Road» (Оскар Перрі) — 3:06
5. «I Ain't Gonna Be (The First to Cry)» (Ден Волш, Майкл Прайс, Мітч Боттлер) — 3:36
6. «Dreamer» (Джеррі Заремба) — 4:09
7. «Yolanda» (Деніел Мур) — 3:43
8. «Twenty-Four Hour Blues» (Ден Волш, Майкл Прайс, Стів Баррі) — 3:59
9. «Friday the 13th Child» (Оскар Перрі) — 2:43
10. «Who's Foolin' Who» (Ден Волш, Майкл Омартян, Майкл Прайс, Стів Баррі) — 4:18

## Учасники запису
- Боббі Блу Бленд — вокал
- Бен Беней, Дін Паркс, Ларрі Карлтон — гітара
- Ерні Воттс, Джим Горн, Джек Келсон, Лью Маклірі, Пол Губісон, Пітер Крістліб, Тоні Терран — духові
- The Sid Sharp Strings — струнні
- Вілтон Фелдер — бас-гітара
- Ед Грін — ударні
- Джинджер Блейк, Джулія Тіллмен, Максін Віллард — бек-вокал
- Сід Шарп — концертмейстер
- Майкл Омартян — аранжування, диригування, фортепіано, орган, клавінет, блюзова гармоніка

Технічний персонал
- Стів Баррі — продюсер
- Говард Гейл, Філ Кей, Роджер Ніколс — інженер
- Ерл Каскі — дизайн (альбом)
- Кен Відер — фотографія

## Хіт-паради
Альбоми
| Рік  | Чарт              | Позиція |
| ---- | ----------------- | ------- |
| 1974 | The Billboard 200 | 172     |

Сингли
| Рік  | Сингл                                             | Чарт              | Позиція |
| ---- | ------------------------------------------------- | ----------------- | ------- |
| 1974 | «Ain't No Love in the Heart of the City»          | R&B Singles       | 9       |
| 1974 | «Ain't No Love in the Heart of the City»          | Billboard Hot 100 | 91      |
| 1974 | «I Wouldn't Treat a Dog (The Way You Treated Me)» | R&B Singles       | 3       |
| 1974 | «I Wouldn't Treat a Dog (The Way You Treated Me)» | Billboard Hot 100 | 88      |
| 1975 | «Yolanda»                                         | R&B Singles       | 21      |
| 1975 | «Yolanda»                                         | Billboard Hot 100 | 104     |